# Poolbillard-Panamerikameisterschaft 2015
Die Poolbillard-Panamerikameisterschaft 2015 war die 17. Austragung der vom amerikanischen Billardverband CPB veranstalteten Kontinentalmeisterschaft im Poolbillard. Sie fand vom 10. bis 20. Juli 2015 in Moreno in Argentinien statt. Es wurden die Disziplinen 8-Ball, 9-Ball und 10-Ball in den Kategorien Herren, Damen, Junioren und Juniorinnen ausgespielt.

## Medaillengewinner
| Disziplin             | Gold               | Silber            | Bronze                            |        |
| --------------------- | ------------------ | ----------------- | --------------------------------- | ------ |
| Herren – 8-Ball       | Ignacio Chávez     | Jorge Llanos      | Ariel Casto Enrique Rojas         | [ 1 ]  |
| Herren – 9-Ball       | Christopher Tevez  | Ariel Casto       | Ignacio Chávez Rubén Bautista     | [ 2 ]  |
| Herren – 10-Ball      | Alejandro Carvajal | Gustavo Espinoza  | José Solorzano Enrique Rojas      | [ 3 ]  |
| Damen – 8-Ball        | Soledad Ayala      | Carlynn Sánchez   | Jaqueline Perez Adriana Villar    | [ 4 ]  |
| Damen – 9-Ball        | Adriana Villar     | Jaqueline Alvarez | Maylin Balladares Carlynn Sánchez | [ 5 ]  |
| Damen – 10-Ball       | Adriana Villar     | Susana Barrera    | Johanna Espinoza Soledad Ayala    | [ 6 ]  |
| Junioren – 8-Ball     | Lawrence Arce      | Marnix Abdul      | Gyairon Martis Paul Huaman        | [ 7 ]  |
| Junioren – 9-Ball     | Jesus Atencio      | Luciano Ayala     | Patrick Gutierrez Sergio Reyes    | [ 8 ]  |
| Junioren – 10-Ball    | Jesus Atencio      | Sergio Reyes      | Gyairon Martis Lawrence Arce      | [ 9 ]  |
| Juniorinnen – 8-Ball  | Daniela Catalan    | Nashua Juarez     | Vivian Lopez Karla Bermudez       | [ 10 ] |
| Juniorinnen – 9-Ball  | Karla Bermudez     | Daniela Catalan   | Vivian Lopez Nataly Damian        | [ 11 ] |
| Juniorinnen – 10-Ball | Daniela Catalan    | Karla Bermudez    | Vivian Lopez Nataly Damian        | [ 12 ] |